# Helénská astrologie

Thema Mundi z helénistické astrologie

Jako helénská astrologie se označují astrologické nauky vzniklé v oblasti Středomoří v období mezi lety 200 př. n. l. a 500 n. l. V tomto období vznikla řecky psaná klasická astrologická díla, která vytvořila teoretický základ astrologie, jako nauky o sestavování horoskopů, na něž později navázali arabští astrologové a tradiční západní astrologie se na ně odvolává prakticky dodnes.

## Historie
Astrologické poznatky pronikaly do starověkého Řecka již před hlavním obdobím rozvoje helénské astrologie. Řecký básník Hesiodos (8. – 7. století př. n. l.) ve své didaktické básni Práce a dni pomocí postavení hvězd podává termíny zemědělských prací a také vhodnou dobu k početí syna či dcery. Další názory šly ještě dál a hlásaly, že postavení planet ve zvířetníkových souhvězdích při zrození člověka předurčuje celý jeho život.
Helénská astrologie má pravděpodobně své kořeny v astrologii egyptské, i když částečně absorbovala a rozvinula i zdroje babylónské astrologie a astrologie chaldejské. Pozdně helénský soubor spisů známý jako Corpus Hermeticum připisovaný legendárnímu Hermu Trismegistovi na tuto egyptskou tradici přímo poukazuje a je známo, že mnoho řeckých filosofů a astrologů studovalo v egyptských chrámech.
Kolem roku 200 př. n. l. se v astrologii náhle prosadil nový systém tvorby horoskopů, který významným způsobem rozšířil původní systém babylónský. Nový systém se objevil náhle a ustálil se během půl století, což vede k závěrům, že byl pravděpodobně dílem jedince (za něhož lze považovat Herma Trismegista) či neznámé malé astrologické školy. Tento systém ustálil sestavování horoskopů prakticky v podobě, jaká se dochovala dodnes (zavedla systém domů, aspekty, používala sedm klasických astrologických planet apod.)
V helénském období astrologie se ustálila astrologická terminologie a vznikla stěžejní díla, ze kterých čerpala pozdější arabská astrologie a západní astrologie. Překlady řeckých textů do sanskrtu dokonce ovlivnily terminologii staré indické tradiční astrologie.

## Astrologická teorie
V předhelénském i helénském období byla (na rozdíl od současnosti) astrologie chápána převážně kauzalisticky a deterministicky, tj. že postavení nebeských těles svým přímým působením předurčuje pozemské dění. Z tohoto názoru pak byl odvozen systém sestavování horoskopů jako možný prostředek pro predikci (předvídání) budoucnosti, protože postavení planet v horoskopu lze poměrně přesně vypočítat i do budoucnosti.
V době ustavení helénské astrologie byla tato nauka úzce provázána s dobovou filosofií, náboženskými a mytologickými systémy a s komplexem ostatních „posvátných“ hermetických oborů (alchymie a magie). Spolu s nimi od té doby sdílí podstatnou část terminologie a symboliky.
Prvotní systém sestavování horoskopů prošel od helénského období do současnosti postupnými úpravami. Část těchto změn lze připsat na vrub nedokonalosti několikanásobných překladů klasických astrologických spisů (z řečtiny do arabštiny, z arabštiny do latiny a z latiny do evropských národních jazyků), část ovlivněním jinými tradicemi (např. indickou). Podstatnější změny však přinesl mnohasetletý vývoj a vnášení nových empirických zkušeností mnoha astrologů různých období do teoretického systému předávaného tradicí.
Helénská astrologie například ustavila systém určování a významy astrologických domů. Ačkoliv jejich význam se do současnosti příliš nezměnil, dnes nejpoužívanější systémy výpočtu pozic jejich hrotů ustanovila až středověká a novodobá tradice Západní astrologie. Helénští astrologové pracovali se základní řadou hlavních aspektů popsaných v Ptolemaiově Tetrabiblu. Nepracovali ovšem s plaktickými aspekty, jak je chápe současná astrologie, protože jejich systém počítal pouze s postavením planety ve znamení (resp. domu) a aspekty se vypočítávaly mezi těmito úseky horoskopu (všechny planety ve stejném znamení/domu měly stejný aspekt k planetám v jiném znamení/domu). Tato tradice také prošla v průběhu historie značným vývojem a doplněním.
Zřejmě z egyptské tradice převzala helénská astrologie systém třídění jednotlivých znamení zvěrokruhu podle živlových podstat i jejich detailnější dělení do úseků po 10° (dekany). V klasických dílech tohoto období byl také ustanoven rozsáhlý systém vládců znamení, domů, dekanů, roků, dní, hodin ap. (chronkratory) pozdější astrologií doplněný o nově objevené transsaturnské planety.

## Hlavní astrologická díla
- Klaudios Ptolemaios: Tetrabiblos (Čtyři knihy o astrologii) patří k základním dílům o astrologii helénského období. Byly překládány do arabštiny, později do latiny a evropských národních jazyků. Podávají komplexní návod na sestavení a výklad horoskopu a jako klasické dílo astrologie je citováno a užíváno tradičními astrology od svého vzniku dodnes. Vztah postavení planet (makrokosmos) a pozemských dějů (mikrokosmos) chápou kauzalisticky a detrminačně.

- Vettius Valens: Anthologiae je vedle Ptolemaiova Tetrabiblu nejcitovanějším astrologickým dílem. Shrnuje prakticky veškeré tehdejší astrologické poznatky a čerpá z mnoha dodnes nedochovaných zdrojů předhelénského vývojového období astrologie.

## Významní helénští astrologové
- Klaudios Ptolemaios
- Héfaistión Thébský
- Vettius Valens
- Dorotheus Sidónský